# Лагран (Алава)
Лагран (ісп. Lagrán (офіційна назва), баск. Lagran) — муніципалітет в Іспанії, у складі автономної спільноти Країна Басків, у провінції Алава. Населення — 186 осіб (2009).
Муніципалітет розташований на відстані близько 260 км на північ від Мадрида, 25 км на південь від Віторії.
На території муніципалітету розташовані такі населені пункти: Лагран (адміністративний центр), Піпаон, Вільяверде.

## Демографія
Динаміка населення (INE ):

## Галерея зображень

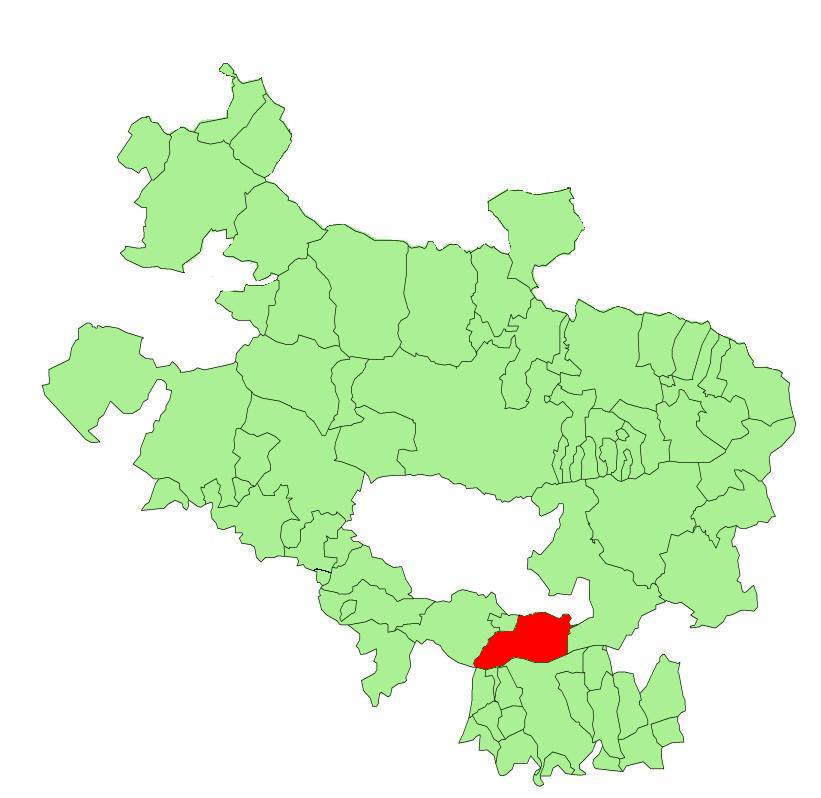
Розташування муніципалітету